# Francisco Carrillo Morales
Francisco Carrillo Morales (1851 – 1926) là chính khách và tướng lĩnh người Cuba từng tham gia vào cả ba cuộc chiến tranh giành độc lập của Cuba. Ông nắm quyền chỉ huy Quân đoàn 4 trong Chiến tranh giành độc lập Cuba mang quân hàm Thiếu tướng. Ông cũng được biết đến là Phó Tổng thống Cuba thứ 6 từ ngày 20 tháng 5 năm 1921 đến ngày 20 tháng 5 năm 1925, cũng như là thống đốc một số tỉnh tại Cuba.

## Thân thế
Francisco Carrillo Morales chào đời tại thị trấn San Juan de los Remedios, Santa Clara vào ngày 4 tháng 10 năm 1851. Khi mới 17 tuổi, ông lén lút gia nhập vào những nhóm mưu tính giành độc lập nhằm tách Cuba ra khỏi Đế quốc Tây Ban Nha.

## Chiến tranh Mười năm
Carrillo tham gia khởi nghĩa Las Villas vào tháng 2 năm 1869. Ông là thuộc cấp của Thiếu tướng Salomé Hernández. Sau đó, ông đến Camagüey cùng với những người lính Villarreal còn lại mong tìm cách tái tổ chức và tiếp tế cho nghĩa quân.
Ông từng là sinh viên xuất sắc tại học viện quân sự do Thiếu tướng Ignacio Agramonte thành lập ở Camagüey. Sau khi Agramonte qua đời vào tháng 5 năm 1873, tất cả binh lính của ông đều được Thiếu tướng Máximo Gómez chỉ huy.
Theo lệnh của Gómez, Carrillo từng tham chiến ở Santa Cruz del Sur, giao tranh trong các trận Jimaguayú, La Sacra, Palo Seco và Las Guásimas, từ năm 1873 đến năm 1874. Vừa trở lại Las Villas, Tư lệnh Francisco Carrillo được đặt dưới quyền chỉ huy của Trung tá Francisco Jiménez Cortés.
Ở Las Villas, Carrillo kéo quân tới bao vây và tấn công Đồn Tetuán ở gần Remedios. Ông bị thương trong trận Nuevas de Jobosí và được thăng hàm Đại tá vào ngày 1 tháng 10 năm 1877.
Ngày 10 tháng 2 năm 1878, Hiệp ước Zanjón được hai bên ký kết, chính thức chấm dứt chiến tranh. Đại tá Carrillo đầu hàng có điều kiện cùng với Thiếu tướng Carlos Roloff vào ngày 18 tháng 3 năm đó.

## Chiến tranh Nhỏ
Là một trong những người tổ chức chính của cuộc Chiến tranh Nhỏ ở tỉnh Santa Clara, ông cầm vũ khí dựng cờ khởi nghĩa tại quê nhà vào ngày 9 tháng 11 năm 1879. Ông từng có một cuộc thách đấu tay đôi với Hermann Brandeyrs, một sĩ quan Phổ phục vụ cho Tây Ban Nha.
Những trận đánh chính mà ông tham gia trong cuộc chiến này nằm ở Ingenio Viejo, Caraballo, Itabo, Juan de Vera, Pesquero và Sábanas Nuevas de Jobosí. Ông đầu hàng đối phương với cấp bậc Chuẩn tướng vào ngày 30 tháng 9 năm 1880.
Từ năm 1880 đến năm 1892, ông sống ở nước Mỹ, cùng hợp tác với những chiến sĩ giành độc lập khác của Cuba, bao gồm cả José Martí. Năm 1892, ông trở về Cuba để bắt tay vào chuẩn bị cho Chiến tranh giành độc lập Cuba.

## Chiến tranh giành độc lập Cuba
Ngày 29 tháng 1 năm 1895, José Martí đã ký lệnh tại Thành phố New York để Tướng Carrillo nổi dậy ở vùng quê của mình. Chiến tranh giành độc lập Cuba bắt đầu vào ngày 24 tháng 2 năm 1895, nhưng Tướng Carrillo không thể nổi dậy theo như thỏa thuận, vì ông bị chính quyền thục dân Tây Ban Nha bắt giữ. Ông vẫn là tù nhân tại Pháo đài La Cabaña ở Havana Carrillo nhưng mãi về sau mới được thả do chính phủ Mỹ gây áp lực.
Bị trục xuất về Mỹ, Carrillo vội tìm cách xoay xở để trở về Cuba trên con tàu Horsa vào ngày 17 tháng 11 năm 1895. Sau khi đổ bộ, ông đặt chân đến Camagüey và tuân theo lệnh của Chính phủ Cộng hòa Vũ trang. Ngày 27 tháng 3 năm 1896, Tổng Tư lệnh Máximo Gómez đã bổ nhiệm ông làm Chỉ huy trưởng Quân đoàn 4 Las Villas.
Trên cương vị là người đứng đầu cơ quan này, Carrillo đã yểm trợ các đoàn quân viễn chinh trong chuyến hành trình thứ tư của tàu hơi nước Dauntless. Tháng 10 năm 1896, ông tham gia trận Paso de las Damas, vào tháng 11 năm 1896, Thiếu tướng Serafín Sánchez tử trận và bản thân Carrillo bị thương ở mặt.
Ông chỉ huy một số trận đánh trong suốt năm 1897 như một phần của Chiến dịch La Reforma. Ngày 29 tháng 4 năm 1898, Tổng tư lệnh Máximo Gómez đã cử ông đến Key West để phối hợp với bộ tư lệnh cấp cao của Mỹ về việc nước này tham chiến. Ông trở về Cuba vào tháng 5 và kết thúc chiến tranh vào tháng 8 với cấp bậc Thiếu tướng.

## Sự nghiệp chính trị sau độc lập
Sau khi Cuba giành được độc lập rồi lập ra nền Cộng hòa, Ông giữ chức thượng nghị sĩ tỉnh Santa Clara nhiệm kỳ 1902 – 1910 và nhiệm kỳ 1913 – 1918. Điều đáng chú ý, ông lên làm Phó Tổng thống Cộng hòa Cuba từ ngày 20 tháng 5 năm 1921 đến ngày 20 tháng 5 năm 1925, dưới thời Tổng thống Alfredo Zayas y Alfonso.
Thiếu tướng Francisco Carrillo Morales qua đời vì nguyên nhân tự nhiên tại La Habana vào ngày 11 tháng 11 năm 1926, hưởng thọ 75 tuổi.